# Sipalolasma aedificatrix
Sipalolasma aedificatrix là một loài nhện trong họ Barychelidae. Loài này chủ yếu phân bố ờ Malaysia.